# Chromis pelloura
Chromis pelloura és una espècie de peix de la família dels pomacèntrids i de l'ordre dels perciformes.

## Morfologia
Els mascles poden assolir els 14 cm de longitud total.

## Distribució geogràfica
Es troba al nord del Golf d'Aqaba (Mar Roja).